# Dromia personata
La dromia (Dromia personata (Linnaeus, 1758)) è un granchio appartenente alla famiglia Dromiidae noto anche come granchio facchino o granchio dormiglione.

## Habitat
Lo si può incontrare in grotte o in fondali rocciosi, questa specie si può incontrare fino a 150 m di profondità. Raramente si spinge verso i litorali.

## Biologia

### Comportamento
Ha l'abitudine di trasportare sul dorso una spugna che lo nasconde parzialmente e cresce con lui, ma ad una velocità inferiore; dopo alcune mute, infatti, il granchio la rimpiazza con un pezzo più ampio tagliato su misura dal substrato per mezzo delle sue chele. È prevalentemente notturno.

### Alimentazione
È una specie quasi onnivora si nutre di alghe fresche, piccoli echinodermi, attinie e detriti organici di ogni genere.

## Acquariofilia
È molto sconsigliato tenere questo granchio in un acquario in quanto tende a distruggere spugne e stelle marine per nascondersi sotto di esse.